# Fully Atomized Stratified Turbulence
Fully Atomized Stratified Turbulence (kortweg FAST, vrij vertaald: volledig verdampt en gelaagde turbulentie) is een in 1997 ontwikkelde tweetaktmotor van Piaggio, waarbij in de cilinder alleen lucht met olie werd gebracht, aangevuld met een zeer rijk benzine/lucht mengsel uit een compressor. Hierbij werd de benzine perfect verdampt en ontstonden "laagjes" in het mengsel die allemaal een andere benzine/luchtverhouding hadden. Bij het binnenstromen van de lucht ontstonden grote wervelingen (turbulentie), waarbij gebruikgemaakt werd van een squish band. 
Het voordeel van de motor zat op milieutechnisch gebied: 30 % minder verbruik en 70 % minder onverbrande koolwaterstoffen door de uitlaat.